# Villeneuve-la-Guyard
Villeneuve-la-Guyard là một xã trong tỉnh Yonne, thuộc vùng Bourgogne-Franche-Comté của nước Pháp, có dân số là 2576 người (thời điểm 1999).

## Nhân khẩu học
| 1962 | 1968 | 1975 | 1982 | 1990 | 1999 |
| ---- | ---- | ---- | ---- | ---- | ---- |
| 1650 | 1655 | 1777 | 1805 | 2377 | 2576 |

## Các thành phố kết nghĩa
- Thalfang, Đức